# 054型导弹护卫舰
054型导弹护卫舰是中国人民解放军海军第一代具有隐身外形和远洋作战能力的护卫舰。
054型共建造兩艘，首舰马鞍山号（525）于2003年9月11日在上海沪东中华造船厂下水，于2005年2月18日服役。二号舰温州号（526）于2003年11月30日在广州黄埔造船厂下水，于2005年9月26日服役，两舰均入役东海舰队。之后054型的改进型054A型护卫舰大量建造。

## 建造背景
在054型服役之前，解放军海军最先进的护卫舰是053H2G/H3型，这两型护卫舰排水量小（满排2250吨），续航力低下，外形落后，只能执行近海巡逻任务，无法满足海军在21世纪的担任的新的战略任务。在这一背景下，两艘054型护卫舰作为新舰体设计的验证型本世纪初下水，作为“小步快跑”的验证型舰，武器装备大致与053H3型相同，但是采取了全新设计的隐形舰体，而经过一段时间实验后，其后续型号054A型护卫舰换装全新武器系统，从2008年开始大规模服役。2019年下半年，054型舰首舰马鞍山号入坞进行升级改装。2021年12月，马鞍山号完成升级改装。

## 装备
防空力量以海红旗-7近程点防御防空导弹为主，导弹为新研制的FM-90N，全长3公尺，弹径156毫米，翼展0.55公尺，发射重量84.5公斤，最大速度2.3马赫，射高15—5500米，最大射程10到12千米，最小射程500米，杀伤概率约70%，能拦截飞行高度5米以下的低空目标，系统反应速度6.5秒。
AK-630的中国改进型——H/PJ-13型CIWS，最大射速5000发/分，反应速度小于5秒，其中2座位于中部，2套在机库前端，他们与海红旗-7防空导弹构成完整的360度防空火力。
舰艏的单管100毫米舰炮为类似于法国同类样产品。中国人民解放军海军曾于80年代引进过至少一台该类型样炮，并装备于544四平号护卫舰使用。
该型舰只的主要攻击力量是两座四联装鹰击-83反舰飞弹，这也是解放军海军驱护舰在21世纪头十年的标准配备，该型导弹长6.86米，翼展1.18米，弹径0.36米，全重850千克，战斗部重165千克，掠海飞行高度35米，于距离目标5千米处降至距海面5-7米，最大射程150-180千米，单发命中率95％以上。
该型舰的电子设备主要使用成熟国产装备，前桅主体顶端为一部363S型E/F频对海对空二坐标搜索雷达，对战斗机的探测距离为150千米，对掠海反舰导弹作用距离50千米，探测高度达10,000米。前桅杆前方设有一个平台，上面设置两具射控雷达，其中离前桅杆较近的为控制舰炮与反舰导弹的344型（MR-34）光电/雷达射控系统，其前为导引红旗-7导弹的345（MR-35）型照明雷达，每次只能导引一枚红旗-7导弹接战。前桅杆还上设有两座Racal Decca 1229 I频导航雷达。
后桅顶端的球形护罩内设有364型X频2D对空/对海搜索雷达。此外，直升机库上方设有一座导控四座AK-630CIWS的347G I/K频射控雷达。
反潜方面，该型装备有一部球鼻首声纳，但无拖曳声纳。反潜火力主要有舰艏的两座6联装反潜深弹发射器，舰体中部的两座三联装7424型324mm鱼雷发射器和搭载的直九型直升机。另外，鹰击83导弹发射装置可以更换安装反潜导弹。
作战系统方面，使用新开发的JRSCCS作战系统，采用开放式以及全分散架构，用二重Ethernet架构的舰内网络与各次系统相连，整合度高，具有动态重组能力；此外，和其他新服役的驱护舰一样，054型装备HN-900的数据链，与海洋或者空中的各种数据平台交流数据。

## 远洋任务

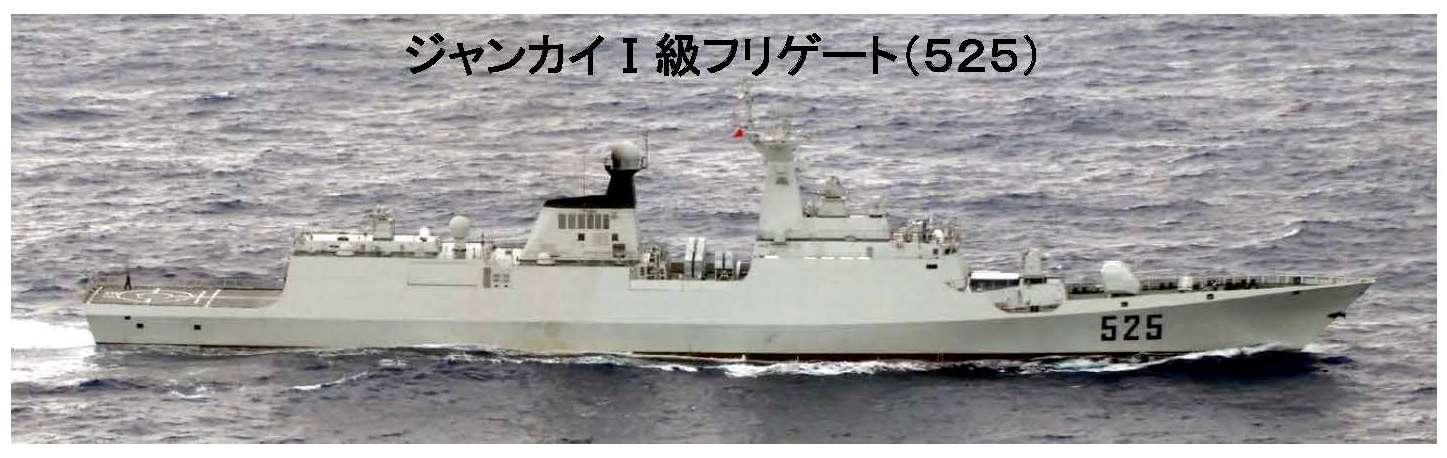
馬鞍山艦

2008年10月14日，东海舰队现代级泰州号驱逐舰和054型马鞍山号护卫舰访问俄罗斯符拉迪沃斯托克，与俄罗斯太平洋舰队舰艇举行了联合军事演习。
2009年10月30日，东海舰队525舰（马鞍山号），526舰（温州号）从浙江舟山出发，与正在索马里海域的补给舰886舰（千岛湖号）汇合组成第四批护航编队执行护航任务。

## 舰名列表
525舰和526舰是054型护卫舰仅有的两艘。